# Прапор Ростовської області

Прапор Ростовської області

Прапор Ростовської області є символом Ростовської області. Прийнято 28 жовтня 1996 року.

## Опис
Прапор Ростовської області являє собою прямокутне полотнище із трьох рівновеликих горизонтальних смуг: верхньої — синього, середньої — жовтого й нижньої — червоного кольору. Вертикально уздовж ратища розташована біла смуга, складова 1/5 частина ширини прапора. Відношення ширини прапора до його довжини 2:3.